# نیسان بصارا
نیسان بصارا (Nissan Bassara)
یک مینی‌ون ساخت شرکت نیسان است که در سال‌های ۱۹۹۹ تا ۲۰۰۳تولید شده‌است.
طراحی آن خودروهای موتور جلو-محور جلو، خودروهای موتور جلو-چهار چرخ متحرک بوده طول آن در حالت طبیعی ۴٬۷۹۵ میلیمتر (۱۸۸٫۸ اینچ)، عرض آن در حالت طبیعی ۱٬۷۷۰ میلیمتر (۶۹٫۷ اینچ)، ارتفاع آن در حالت طبیعی ۱٬۷۲۵ میلیمتر (۶۷٫۹ اینچ) و وزن آن در حالت طبیعی ۱٬۶۲۰ کیلوگرم (۳٬۵۷۰ پوند) است.

## نگارخانه

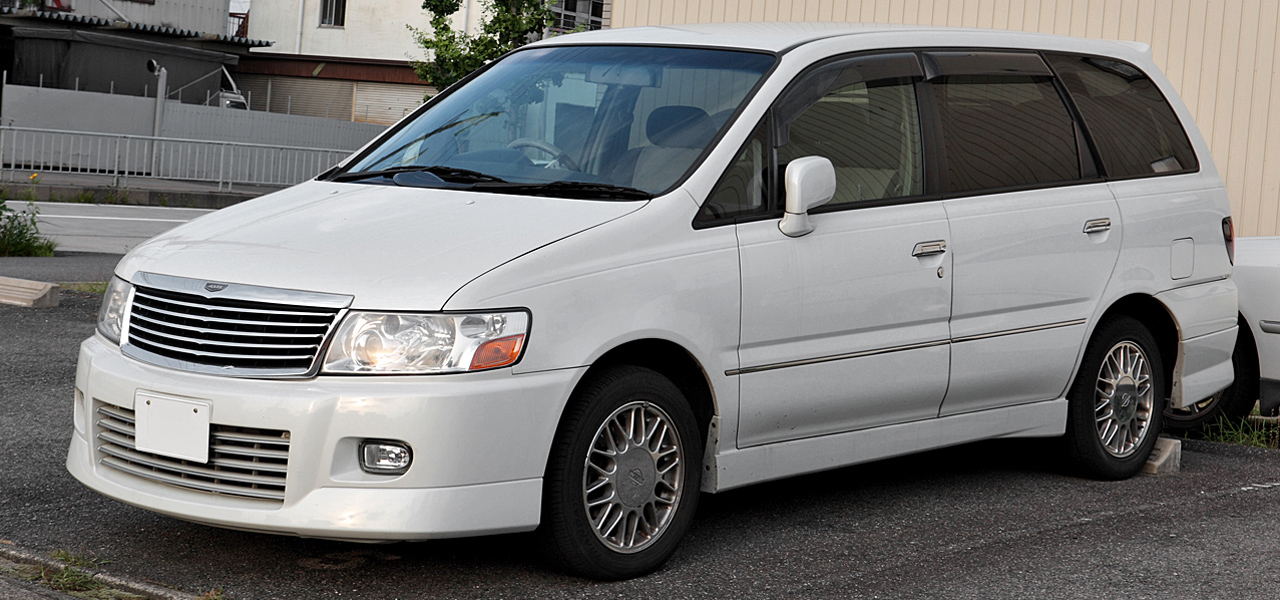
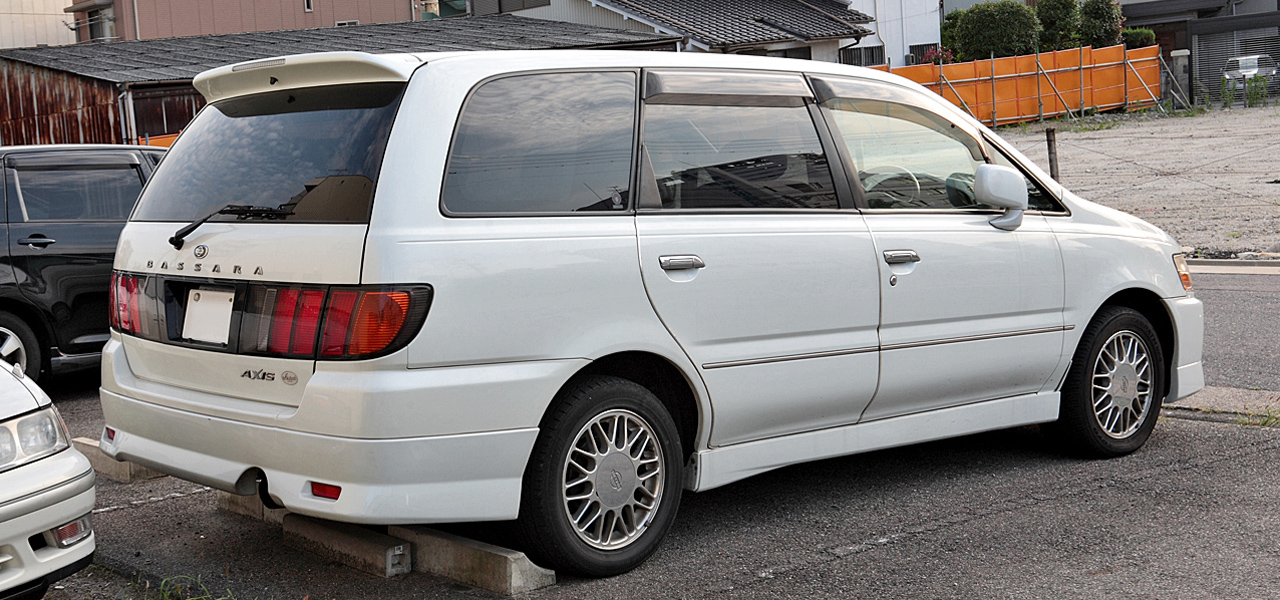